# Dendryphantes sedulus
Dendryphantes sedulus là một loài nhện trong họ Salticidae.
Loài này thuộc chi Dendryphantes. Dendryphantes sedulus được John Blackwall miêu tả năm 1865.